# Мадагаскарские черепахи
Мадагаскарские черепахи (лат. Astrochelys) — род сухопутных черепах. Ранее представители этого рода включались в род Geochelone.
Черепахи имеют длину панциря 40—50 см. Эндемики острова Мадагаскар.

## Классификация
В род включают 2 современных вида:
- Astrochelys radiata — Лучистая черепаха
- Astrochelys yniphora — Мадагаскарская клювогрудая черепаха

Оба вида являются редкими, занесены в Красную книгу МСОП.
В 2023 году был описан вымерший вид: Astrochelys rogerbouri.